# Linus Glanzelius
Linus Glanzelius (ur. 28 grudnia 1990 w Göteborgu) – szwedzki polityk i samorządowiec, poseł do Parlamentu Europejskiego IX kadencji.

## Życiorys
W 2015 uzyskał magisterium z europeistyki na Uniwersytecie w Göteborgu. Od 2010 związany ze Szwedzką Socjaldemokratyczną Partią Robotniczą i jej organizacją młodzieżową SSU. Był też wiceprzewodniczącym europejskiego zrzeszenia Young European Socialists. Pracował w ministerstwie spraw zagranicznych, a także w gabinecie premier Magdaleny Andersson. Później zatrudniony jako specjalista w Szwedzkiej Konfederacji Związków Zawodowych (LO).
W 2019 kandydował do Parlamentu Europejskiego, mandat europosła IX kadencji objął w lutym 2024, zastępując zmarłego Erika Bergkvista. Przystąpił do frakcji Postępowego Sojuszu Socjalistów i Demokratów.